# Kateřina Holubcová
Kateřina Holubcová (Geboren als Kateřina Losmanová) (Ústí nad Labem, 28 juni 1976) is een Tsjechisch voormalig biatlete. Ze vertegenwoordigde haar vaderland op de Olympische Winterspelen 1998 in Nagano, de Olympische Winterspelen 2002 in Salt Lake City, en de Olympische Winterspelen 2006 in Turijn. In 2002 trouwde ze met Tsjechisch biatleet Tomáš Holubec van wie ze in 2006 scheidde. In 2007 kreeg ze samen met vriend Vlastimil Jakeš een zoon.

## Resultaten

### Olympische Winterspelen
| Jaar | Plaats         | Resultaten                                                                            |
| ---- | -------------- | ------------------------------------------------------------------------------------- |
| 1998 | Nagano         | 57e 7,5 km sprint 44e 15 km individueel 6e 4x7,5 km estafette                         |
| 2002 | Salt Lake City | 39e 7,5 km sprint 22e 10 km achtervolging 19e 15 km individueel 8e 4x7,5 km estafette |
| 2006 | Turijn         | 39e 7,5 km sprint 24e 10 km achtervolging 45e 15 km individueel 13e 4x6 km estafette  |

### Wereldkampioenschappen
| Jaar | Plaats           | Resultaten                                                                                                  |
| ---- | ---------------- | --- |
| 1996 | Ruhpolding       | 24e 15 km individueel 7e 4x7,5 km estafette                                                                 |
| 1997 | Brezno-Osrblie   | 28e 7,5 km sprint 27e 10 km achtervolging 31e 15 km individueel 12e 4x7,5 km estafette 9e Ploegproef (team) |
| 1999 | Kontiolahti      | 27e 7,5 km sprint 25e 10 km achtervolging 11e 4x7,5 km estafette                                            |
| 1999 | Oslo             | 37e 15 km individueel                                                                                       |
| 2001 | Pokljuka         | 49e 7,5 km sprint 29e 10 km achtervolging 33e 15 km individueel 14e 4x7,5 km estafette                      |
| 2003 | Chanty-Mansiejsk | 7,5 km sprint · 8e 10 km achtervolging · 5e 12,5 km massastart · 15 km individueel · DNF 4x6 km estafette   |
| 2004 | Oberhof          | 12e 7,5 km sprint 49e 10 km achtervolging 11e 12,5 km massastart 52e 15 km individueel 9e 4x6 km estafette  |
| 2005 | Hochfilzen       | 18e 7,5 km sprint 23e 10 km achtervolging 37e 15 km individueel 10e 4x6 km estafette                        |
| 2005 | Chanty-Mansiejsk | 4e 4x6 km estafette                                                                                         |

### Wereldbeker
Eindklasseringen
| Seizoen   | Algemeen | Individueel | Sprint | Achtervolging | Massastart |
| --------- | -------- | ----------- | ------ | ------------- | ---------- |
| 1997/1998 | 29e      |             |        |               |            |
| 1998/1999 | 47e      |             |        |               |            |
| 1999/2000 | 37e      |             |        |               |            |
| 2000/2001 | 63e      |             |        |               |            |
| 2001/2002 | 25e      |             |        |               |            |
| 2002/2003 | 8e       |             |        |               |            |
| 2003/2004 | 22e      |             |        |               |            |
| 2004/2005 | 29e      |             |        |               |            |
| 2005/2006 | 65e      |             |        |               |            |

Wereldbekerzeges
| Nr. | Datum            | Plaats           | Onderdeel              |
| --- | ---------------- | ---------------- | ---------------------- |
| 1.  | 21 december 1997 | Kontiolahti      | 4x7,5 km estafette     |
| 2.  | 18 maart 2003    | Chanty-Mansiejsk | 15 km individueel (WK) |